# Drieklimatenkas

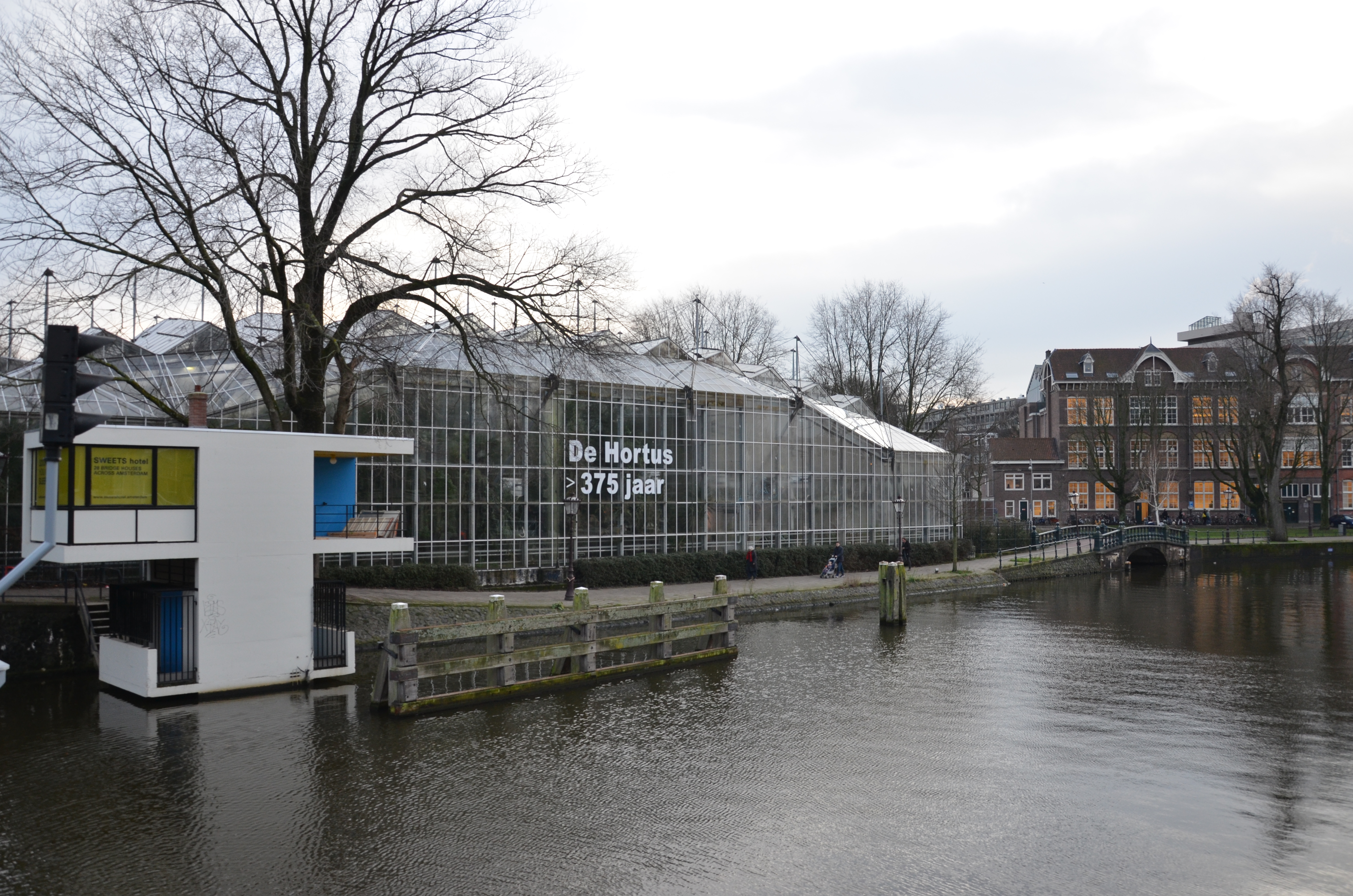
De kas met veel diagonalen met een rechthoekig brugwachtershuisje van Dirk Sterenberg (foto 2018)

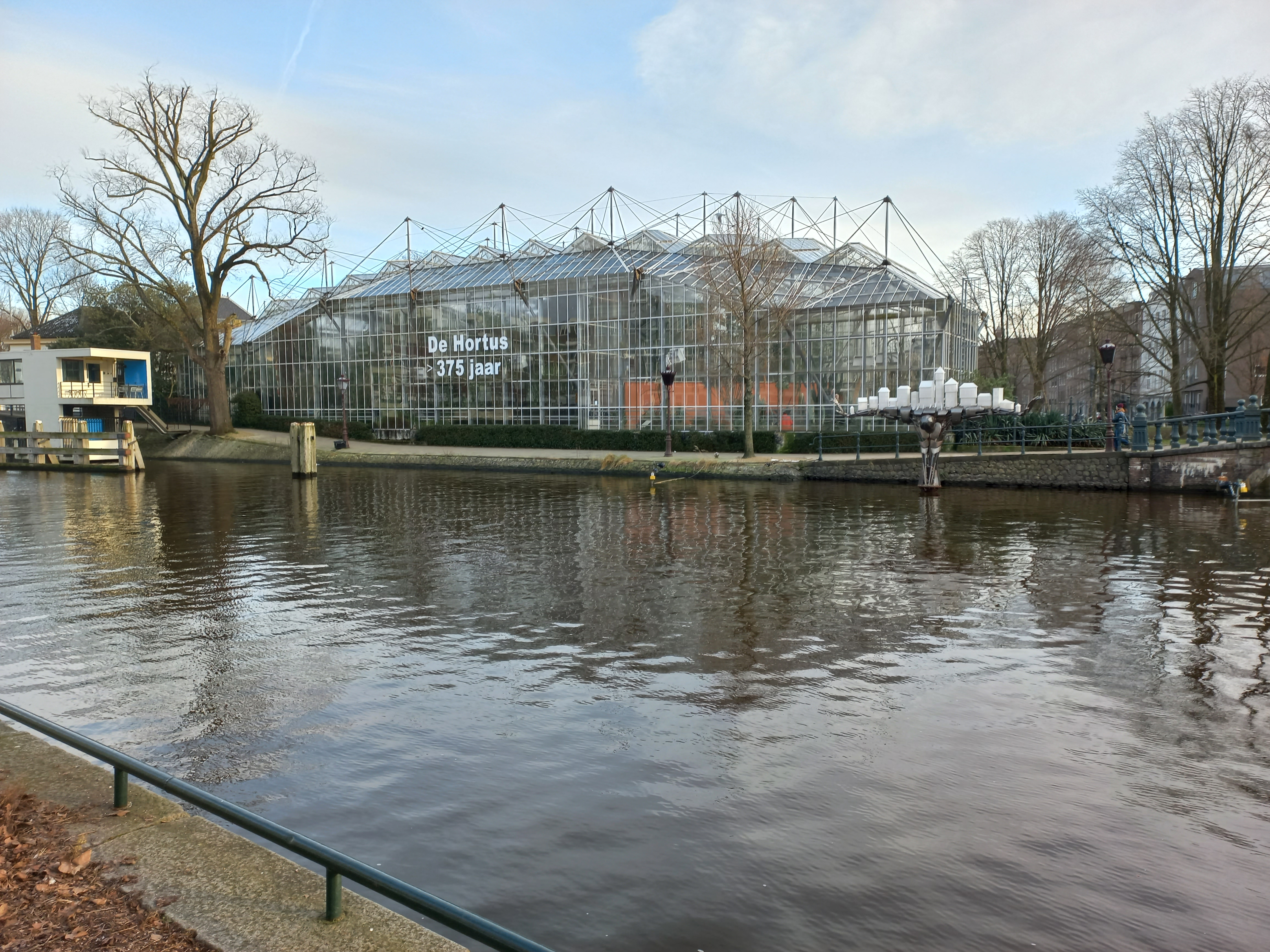
Drieklimatenkas met ervoor kunstwerk van Jon Voss (januari 2024)

De Drieklimatenkas is een bouwwerk in Amsterdam-Centrum. Ze is gebouwd op de terreinen van de Hortus Botanicus Amsterdam.
De drieklimatenkas is ontworpen door Moshé Zwarts en Rein Jansma (Zwarts & Jansma). Deze kas had een bouwprijs van 2,5 miljoen gulden. Het gebouw zou op 25 augustus 1993 door koningin Beatrix der Nederlanden geopend worden voor publiek, maar een geschil over BTW zorgde ervoor dat het bestuur de afspraak annuleerde, men wilde de koningin niet in verlegenheid brengen. Het gebouw heeft een oppervlak van 1500 m² en het hoogste punt zit op 14 meter. De architecten werd gevraagd een “gebouw van architectonische meerwaarde” te ontwerpen; zij hadden in die tijd ook de Nederlandse bijdrage ontworpen voor Expo '92. Het werd een constructie met balken, kabels en glazen wanden; het gebouw kreeg vanwege de stabiliteit een exoskelet mee (dragende constructie is deels buiten het gebouw te zien). Het geheel leverde een zicht op van allerlei veelhoeken op tot onregelmatige vijfhoeken aan toe; het moest denken aan kristalvormen. Het gebouw werd gefinancierd via Stichting Interimbeheer Hortus Botanicus Plantage, waarbij aangesloten de Gemeente Amsterdam, de universiteit en de Vrienden van de Hortus. Er kwam onvoldoende geld ter beschikking, maar een speciale lening en enkele aanpassingen in de constructie brachten uitkomst Zwarts en Jansma lieten zo een glazen bedoeïenentent neerzetten, samen met inrichter landschapsarchitect Wybe Kuitert. Zij deelden het gebouw in drieën, met subtropisch, tropisch en woestijnklimaat. Na opening was er een tweede bouwfase nodig om de kas af te krijgen (onder andere loopbruggen).  